# PA–63
A PA-63 jelű öntöltő pisztolyt a FÉG a magyar rendőrség, illetve honvédség számára tervezte. A honvédségtől már kivonták, de a rendőrségnél még nagy számban jelen van. A magyar piacra 9×18 mm Makarov kaliberben készült. Különböző megnevezésekkel exportra készítették 7,65 mm Browning és 9 mm Browning Short kaliberben is.
A fegyver tervezésénél kizárólag a jobb kézzel való használat szempontjait vették figyelembe.
Rögzített csővel rendelkező és szabad hátrasiklású tömegzáras, külső kakasos rendszerű félautomata fegyver.
A fegyver tervezésekor a Walther PP tekinthető példának. Az alumínium tokon és a kaliberen kívül is vannak kisebb eltérések.
A fegyverből készült R-POLICE néven gáz-riasztó fegyverré átalakított verzió.  A PA-63 alapján készült gáz-riasztó fegyver a FÉG GRP-9 (GRP=gáz riasztó pisztoly).
A 7 lőszeres tár kapacitása alacsonyabb, mint a manapság szokásos szolgálati fegyvereké. Az 1963 óta szolgálatot teljesítő fegyverek egy részében a működést szolgáló rúgók (különösen a tárrúgó) elöregedtek, ami akadályozza a megbízható működést.

## Hatása a kultúrában
A Sherlock és Watson sorozat 4. évad 19. részében a fegyvert FÉG PA-63 néven említik.